# Corydalis carinata
Corydalis carinata là một loài thực vật có hoa trong họ Anh túc. Loài này được Lidén & Z.Y. Su mô tả khoa học đầu tiên năm 2008.